# Moira Dunbar
Isobel Moira Dunbar (Edimburgo, 3 de febrero de 1918-22 de noviembre de 1999) fue una glacióloga escocesa-canadiense e investigadora del hielo ártico.

## Biografía

### Juventud
Nació en 1918 en Edimburgo, Escocia. Creció en Stornoway, Strathpeffer y Kilmarnock, y asistió a la Cranley School for Girls. Dunbar estudió Geografía en el St Anne's College de la Universidad de Oxford, donde completó su licenciatura en 1939. Durante la Segunda Guerra Mundial, viajó por todo el Reino Unido con una compañía de teatro como actriz y directora de escena.

### Carrera profesional
Dunbar emigró a Canadá en 1947 y encontró trabajo con el Joint Intelligence Bureau, donde estudió el movimiento del hielo ártico. En 1952 se incorporó al Consejo de Investigación y Defensa en calidad de Oficial de Estado Mayor Científico en la Sección de Investigación del Ártico. Se especializó en hielo marino y navegación a través de las aguas heladas del Ártico.
En 1954, solicitó unirse a la tripulación de científicos en un rompehielos de la Marina Real Canadiense que viajaba al Ártico, pero su solicitud fue denegada ya que las mujeres no podían ser enviadas a buques de guerra. Siguió haciendo peticiones hasta que se le dio permiso para unirse a un rompehielos con el Departamento de Transporte en 1955. De este modo se convirtió en la primera mujer en llevar a cabo investigaciones científicas de rompehielos canadienses.
Sirvió en numerosos rompehielos y pasó 560 horas en aviones de la Real Fuerza Aérea Canadiense, estudiando formaciones de hielo en el Alto Ártico. Fue una de las primeras mujeres en sobrevolar el Polo Norte.
Dunbar publicó numerosos artículos sobre el hielo marino ártico, y en 1956 fue coautora de Arctic Canada from the Air junto con Keith Greenaway, navegante de la Real Fuerza Aérea Canadiense. El libro de Dunbar y Greenway fue una de las primeras obras en el campo de la observación del hielo marino a través de la fotografía aérea. 
En sus otros trabajos, Dunbar estudió el uso de la teledetección por radar en la investigación de los hielos marinos, promovió la estandarización de la terminología de los hielos marinos y escribió relatos históricos de la exploración del Ártico.
Investigó los métodos para romper el hielo en la Unión Soviética y Finlandia en 1964, y fue asesora en las pruebas de hovercraft en el Ártico en 1966-1969.
Dunbar se jubiló en 1978 y murió el 22 de noviembre de 1999, a la edad de 81 años.

## Reconocimientos
En 1971, Dunbar ganó el Premio Centenario del Servicio Meteorológico de Canadá.
En 1972 recibió la Medalla Massey de la Royal Canadian Geographical Society por "su excelente trabajo en geografía ártica y hielo marino"; es la única mujer que ha ganado la medalla. 
Fue miembro de la Royal Society of Canada y fue nombrada Oficial de la Orden de Canadá en 1977.
También fue gobernadora del Arctic Institute of North America y directora de la Royal Canadian Geographical Society.